# Skálholt
Skálholt (en islandès antic Skálaholt) és una ubicació històrica situada al sud d'Islàndia, sobre el Riu Hvítá.
El poble anomenat Skálholt consisteix solament en una església relativament gran i unes quantes cases. No obstant això, ha estat de gran importància per a la història del país. Des de l'edat mitjana i fins al 1785 va ser, juntament amb Hólar, una de les dues seus episcopals d'Islàndia, i també un centre cultural i polític. La primera escola del país es va fundar a Skálholt. I l'any 1550 l'últim bisbe catòlic, Jón Arason de Hólar, va ser executat allà en presència dels seus dos fills.
La grandària de l'església sembla excepcional respecte dels estàndards islandesos. De fet, la longitud de l'església actual, construïda de 1956 a 1963, és de 30 m. Així i tot, moltes de les seves predecessores van ser fins i tot més llargues (fins a 50m).
Adam de Bremen va descriure, l'any 1075 aproximadament, Skálholt (Scaldholz) com la major ciutat d'Islàndia.

## Mapa de Skálholt

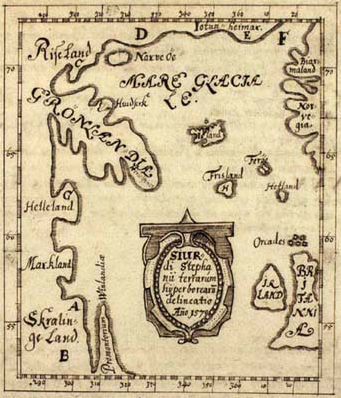
Mapa de Skálholt

A finals del segle xvi Sigurður Stefánsson, un jove mestre de Skálholt i net de bisbe de Skálholt, va utilitzar les evidències documentals disponible per marcar els llocs dels antics descobriments nòrdics a l'Atlàntic occidental, inclosa Vinland, en un mapa. Després d'estudiar a la Universitat de Copenhaguen, Sigurdur esdevingué mestre a l'antic monestir de Skálholt, que seguia sent el centre religiós i educatiu d'Islàndia fins i tot després de la introducció del protestantisme en 1551.
El mapa original de Sigurður de 1570 s'ha perdut, però hi ha una còpia de 1690 feta per Þórður Þorláksson (també conegut pel seu nom llatinitzat, Thorlacius), bisbe de Skálholt, i ara és a la col·lecció de la Biblioteca Reial Danesa. Acadèmics escandinaus n'han fet altres nombrosos exemplars. Fent coincidir les latituds amb les Illes Britàniques, el mapa mostra l'extrem nord de "Vinland" a uns 51 graus al nord, la mateixa latitud a l'extrem sud d'Irlanda i Bristol. Quan aquesta informació va ser traslladada als mapes més moderns, es va indicar, entre altres coses, que Sigurður havia marcat el promontori de Vinland en la mateixa posició que el promontori nord de Terranova, que va ser un dels factors que van encoratjar posteriors investigacions arqueològiques reeixides el 1960 a l'Anse aux Meadows, que està situada a 51° 35′ 47″ N, 55° 32′ 00″ O / 51.59639°N,55.53333°O.

## Altres fonts
- Adam de Bremen (edited by G. Waitz) (1876). Gesta Hammaburgensis ecclesiae pontificum. Berlin. Available online
- Adam de Bremen (translated by Francis Joseph Tschan and Timothy Reuter) (2002). History of the Archbishops of Hamburg-Bremen. Columbia University Press. ISBN 0-231-12575-5